# Jutasjön
Jutasjön är en sjö i Alingsås kommun i Västergötland och ingår i Göta älvs huvudavrinningsområde.